# 8명의 친척들
8명의 친척들(Eight Cousins)은 1875년 미국의 소설가 루이자 메이 올컷이 쓴 소설이다.

## 개요
부모님을 일찍 여읜 로즈 캠벨은 알렉 백부의 집에 와서 사는데...

## 주요 등장 인물
- 로즈 캠벨
- 알렉 캠벨
- 아치볼드 캠벨
- 찰스 캠벨
- 매켄지 캠벨
- 스티븐 캠벨
- 윌리엄 캠벨
- 조지 캠벨
- 제임스 캠벨